# Новопетрівка (Генічеський район)
Новопетрі́вка — село в Україні, у Нижньосірогозькій селищній громаді Генічеського району (до 2020 року - у  Нижньосірогозькому районі) Херсонської області. Населення, за переписом 2001 року, складало 578 осіб. Поштовий індекс — 74711. Телефонний код — 5540. Код КОАТУУ — 6523883501. Відстань до колишнього районного центру смт Нижні Сірогози — 30 км., до м. Генічеська 128 км., до залізничної станції Сірогози — 16 км. 
Село тимчасово окуповане російськими військами 24 лютого 2022 року.
Вулиці: Гагаріна, І. Галенка, Таврійська, Молодіжна, Садова, Степова. З 2020 року село входить до Нижньосірогозької селищної територіальної громади.

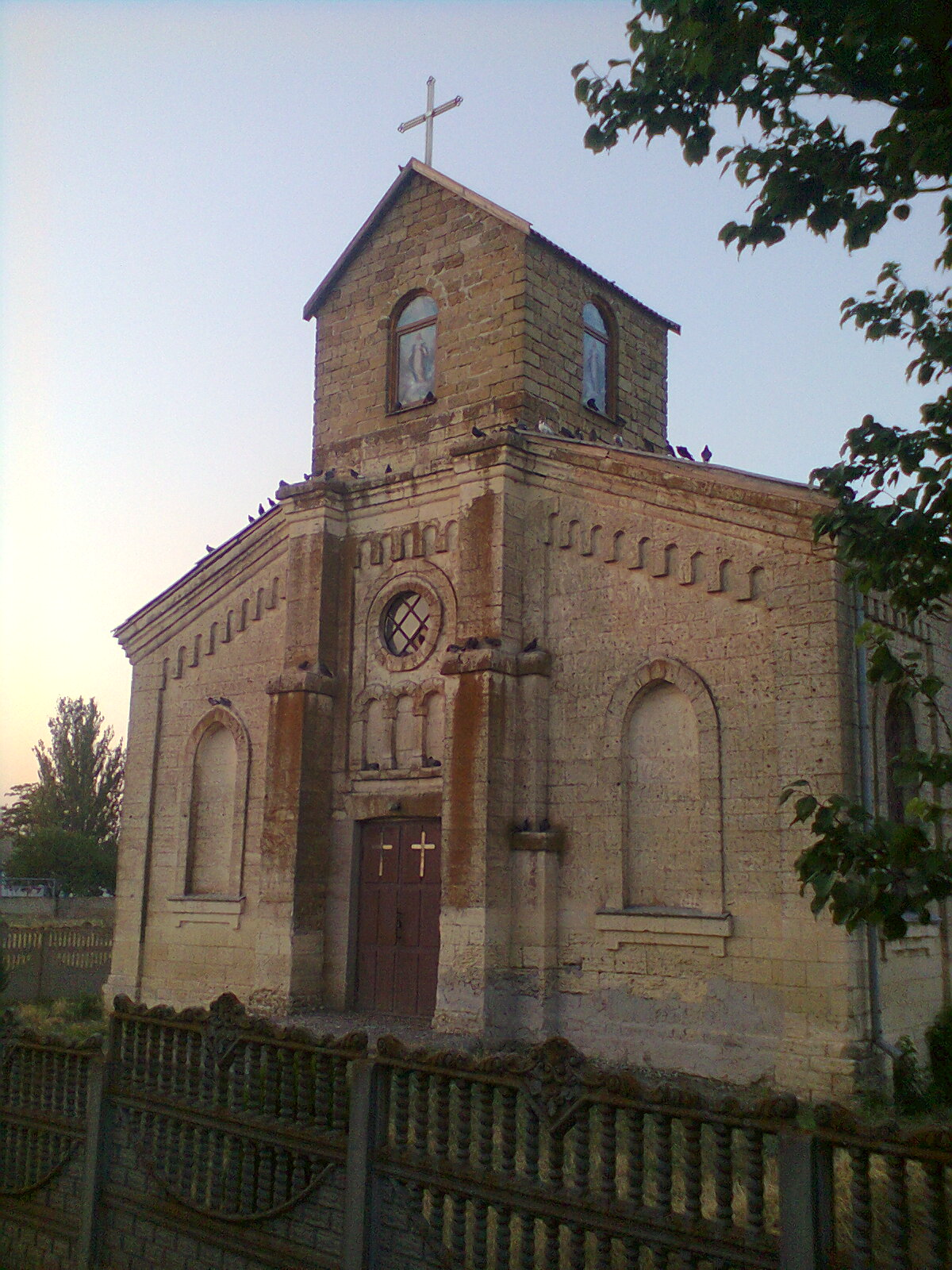
Фасад Костелу Внебовзяття Пресвятої Діви Марії.

## Географія та клімат
- Село Новопетрівка розташоване на Причорноморській низовині на межі між Херсонською та Запорізькою областями. Територія має степові ландшафти з південними чорноземами й темно-каштановими ґрунтами. Більша частина степів розорана й використовується як землі сільськогосподарського призначення для вирощування, в основному, злакових та олійних культур. Поля захищаються від вітрів лісосмугами (вітропорами).
- На сході села знаходиться Покровський під — ділянка цілинного неораного степу площею 115 га. На мапах «Шуберта — Тучкова» 1868 року це місце позначається як Великий Каїшкапканський під. За цими мапами — Малий Каїшкапканський під був розташований на території, що припадає на центр села та його поглиблення знаходиться в межах висохлого ставу.[1] Ці території з нижчим рівнем ґрунту у порівнянні з іншими ділянками місцевості, звідси й назва — під, низовина.
- Степ, що розташований на Покровському поді вважається типчаково-ковиловим, рослинний світ бідного різнотрав'я. Тут скупчуються талі та дощові води. Накопичення води відбувається тільки в зимово-весняний період, влітку під пересихає. Територія поду використовується дикими птахами (гусями, чаплями, журавлями, качками та ін.) для перепочинку під час сезонної міграції. Починаючи з травня та до пізньої осені Покровський під використовується сільською громадою як пасовисько для великої рогатої худоби. Тому рослинний покров в цей період знищується худобою. Згідно даних Державного земельного кадастру України територія Покровського поду знаходиться у державній власності та віднесена до земельних ділянок, які можуть бути використані для будівництва об'єктів відновлювальної енергетики.
- В селі немає поверхневих водних об'єктів. Найближчим водним об'єктом є річка Балка Великі Сірогози. Мережа зрошувальних ставків на сільськогосподарських угіддях села використовувала воду з цього джерела. Останніми десятиліттями Балка Великі Сірогози зміліла та в окремих ділянках зневоднена, тому вода в ставки не перекачувалася й вони пересохли. Для забезпечення життєдіяльності мешканців села використовується вода з свердловини глибиною 74 м, що знаходиться на відстані 6 км та подається до водонапірних веж в селі.
- Клімат помірно континентальний, посушливий. Середньорічні температури: літня +22,4 °C, зимова −2,1 °C. Максимальна літня температура +40 °C, мінімальна зимова −31,5 °C. Середньорічна кількість опадів від 300 до 420 мм. За сильного вітру часом, навіть узимку, виникають пилові бурі.

## Історія
- Село Новопетрівка засновано в 1882 році колишніми польськими однодворцями — переселенцями з Київської губернії Заснування села пов'язане з виконанням царського указу 1866 року про поземельний устрій державних селян відповідно до якого переселенці користувалися пільгами (відсутність земельного податку на 10 років, звільнення від рекрутської повинності та інше).
- Радянська влада встановлена в січні 1918 року. Партійний осередок було створено в 1925 році, комсомольський — в 1926 році.
- В середині 1920-х років в селі існувала змішана польсько-українська сільська рада. На той час у селі проживало 704 поляки з 814 мешканців. У селі було створено комітет незаможних селян, який налічував 48 селян, з них польської національності — 32 чоловіки. Правова база формування національних адміністративно-територіальних одиниць була підведена постановами ВУЦВК і Раднаркому УРСР «Про виділення національних районів і сільрад» від  29.08.1924 р. та ухвалена IV сесією ВУЦВК 8-го скликання 19.02.1925 р. Цими документами встановлювалося, що національний район може бути утворений при наявності на його території неменше ніж 10 тис. громадян певної національності, а національна сільська рада — 500 осіб. В 1930-х роках змішана польсько-українська сільська рада припинила своє існування.
- Так як серед жителів села переважалали особи польської національності у 1917 р. була заснована Новопетрівська 4-х річна школа з польською мовою викладання. Навчався у ній 71 учень, за національністю всі поляки, мова викладання — польська. Працювала школа у дві зміни, у першій зміні навчалося — 46 учнів, у другій — 25. Викладали два вчителя — Стржильчик Леон Ігнатович, завуч, на той час мав 17 років педагогічного стажу та Вебер Анна Рудольфівна, педагогічний стаж 3 роки. В школі діяла дитяча та педагогічна книгозбірня.  Наприкінці 1938 року, відповідно до постанови ЦК КП(б)У школу з польською мовою викладання було реорганізовано в україномовну. У Постанові Політбюро ЦК КП(б)У «Про реорганізацію національних шкіл на Україні» (від 10 квітня 1938 року) відзначалося: «Перевіркою встановлено, що вороги народу троцькісти, бухаринці й буржуазні націоналісти, які орудували в НКО УРСР, насаджували особі німецькі, польські, чеські, шведські, грецькі та інші школи, перетворюючи їх у вогнища буржуазно-націоналістичного впливу на дітей». Узв'язку з цим ЦК КП(б)У визнав «недоцільним і шкідливим подальше інування особливих національних шкіл, особливих національних відділів та класів при звичайних радянських школах».[2]
- В селі існувала католицька громада. Костел для богослужінь був побудований у 1910 році, він отримав титул Святого Преображення. До 1917 року римо-католики села належали до парафії Воздвиження Святого Хреста у с. Костянтинівці, якою тоді опікувались спочатку отець Микола Щурек, а потім - отець Ян Пуйдак.[3]  Є свідчення того, що в 1925 році релігійна громада с. Новопетрівки нараховувала 230 чоловік. В 30-х роках 20-го століття в релігійної громади костел було відібрано та перетворено на колгоспну комору, а сама громада офіційно перестала існувати.[4]
- Не оминули село масові репресії, що здійснювалися в СРСР в 1930-ті — 1950-ті роки. В перші роки колективізації було створено колгосп «Червоний колос», та вже в 1932 році цей колгосп було розпущено. Постановою бюро Нижньосірогозського райкому КП(б)У «Про розпуск колгоспів, притягнення до відповідальності їх правлінь, вилучення промислового краму з сільрад за зрив хлібозаготівельної кампанії» від 27 січня 1932 р. зазначено: «Розпустити колгоспи: „Червоний Колос“ Петрівської сільради та „Нове Село“ Анатолівської сільради за те, що вони, підпавши під куркульський вплив, вперто не виконують січневого хлібозаготівельного завдання. Зобов'язати фракції РВК й РКГС протягом 2-х днів оформити розпуск цих колгоспів… Зобов'язати фракцію РКГС негайно оформити притягнення правління цих колгоспів до карної відповідальності.»[5]
- Село постраждало внаслідок голодомору 1932–1933 та 1946–1947 років. Статистичних даних про кількість постраждалих не має, однак, окремі свідчення очевидців — які проживали, на той час, у Новопетрівці та в сусідніх селах, свідчать про величезний голод та велику кількість загиблих від нього.[6]
- Під час Другої світової війни з 17 вересня 1941 року село було окуповане німецькими військами. Радянські війська звільнили населений пункт 29 жовтня 1943 року. 85 жителів с. Новопетрівки боролися з німецько-фашистськими загарбниками на фронтах Другої світової війни, 33 з них загинули, 22 — удостоєні урядових нагород.
- На цвинтарі, що на околиці села, знаходиться перепоховання воїнів, що загинули в роки Другої світової війни, встановлено імена 218 чоловік.[7]
- У Новопетрівці була розміщена центральна садиба колективного сільськогосподарського підприємства (колгоспу) ім. Калініна, за яким було закріплено 5489 га сільськогосподарських угідь, з них 4874 га орної землі, у тому числі 150 га зрошуваної. Площа під баштанними культурами становила 48 га, під садами — 28 га. Основним напрямком діяльності колгоспу було вирощування зернових культур і м'ясо-молочне тваринництво.[8]  В кінці 1990-х років, у зв'язку з розпаюванням земель та майна, колгосп ім. Калініна припинив своє існування. На його землях утворилися сільськогосподарське ТОВ «Новопетрівське» та фермерські господарства.
- До 2020 року органом місцевого самоврядування була Новопетрі́вська сільська́ ра́да. Сільській раді були підпорядковані населені пункти: с. Новопетрівка та с. Косаківка. В 2020 році село увійшло до Нижньосірогозької селищної територіальної громади.
- 12 червня 2020 року, відповідно до розпорядження Кабінету Міністрів України № 726-р «Про визначення адміністративних центрів та затвердження територій територіальних громад Херсонської області», увійшло до складу Нижньосірогозької селищної громади[9].
- 19 липня 2020 року, в результаті адміністративно-територіальної реформи та ліквідації  Нижньосірогозького району увійшло до складу Генічеського району[10].

24 лютого 2022 року село тимчасово окуповане російськими військами під час російсько-української війни.

## Населення
Згідно з переписом УРСР 1989 року чисельність наявного населення села становила 543 особи, з яких 256 чоловіків та 287 жінок.
За переписом населення України 2001 року в селі мешкали 578 особи.

### Мова
Розподіл населення за рідною мовою за даними перепису 2001 року:
| Мова       | Відсоток |
| ---------- | -------- |
| українська | 92,73 %  |
| російська  | 4,84 %   |
| молдовська | 2,42 %   |

## Економіка та соціальне життя
- В теперішній час в селі працюють: заклади торгівлі, ТОВ «Новопетрівське», фермерські господарства «Аргус», «Вікош», «Нікош», «Шеклео» та інші.[15] Основою економіки ТОВ «Новопетрівське» і фермерських господарств села є рослинництво: вирощування пшениці, ячменю та соняшнику. Домашні господарства зайняті вирощуванням овочів та злакових культур на присадибних ділянках, а також утримуванням м'ясо-молочної худоби та свійських птахів.
- Комунальне підприємство «Лілея», крім іншого, обслуговує артезіанську свердловину та водогін довжиною 8 км, який забезпечує водою жителів села.
- Свою соціальну функцію виконують: Фельдшерсько-акушерський пункт, Дошкільний навчальний заклад "Дюймовочка", Загальноосвітня школа[16][17], Будинок культури, Бібліотека, Поштове відділення «Укрпошти».
- Католицька громада села свої богослужіння проводить в Костелі Внебовзяття Пресвятої Діви Марії. Будівля костелу побудована на початку 20 століття, а саме у 1910 році та була відновлена на початку 21 століття, а саме 14 серпня 2002 року були закінчені реставраційні роботи. Приміщення костелу і прилегла земельна ділянка належить релігійній громаді Римсько-католицької парафії Внебовзяття Пресвятої Діви Марії з 24 грудня 1991 року. З 19 квітня 1992 року в костелі були відновлені богослужіння. На той час це був перший діючий католицький костел Херсонської області. Новопетрівську релігійну громаду обслуговують дієцезіальні священики із парафії Непорочного Серця Пресвятої Діви Марії у Таврійську. Новопетрівка. Пам'ятник Шевченку .

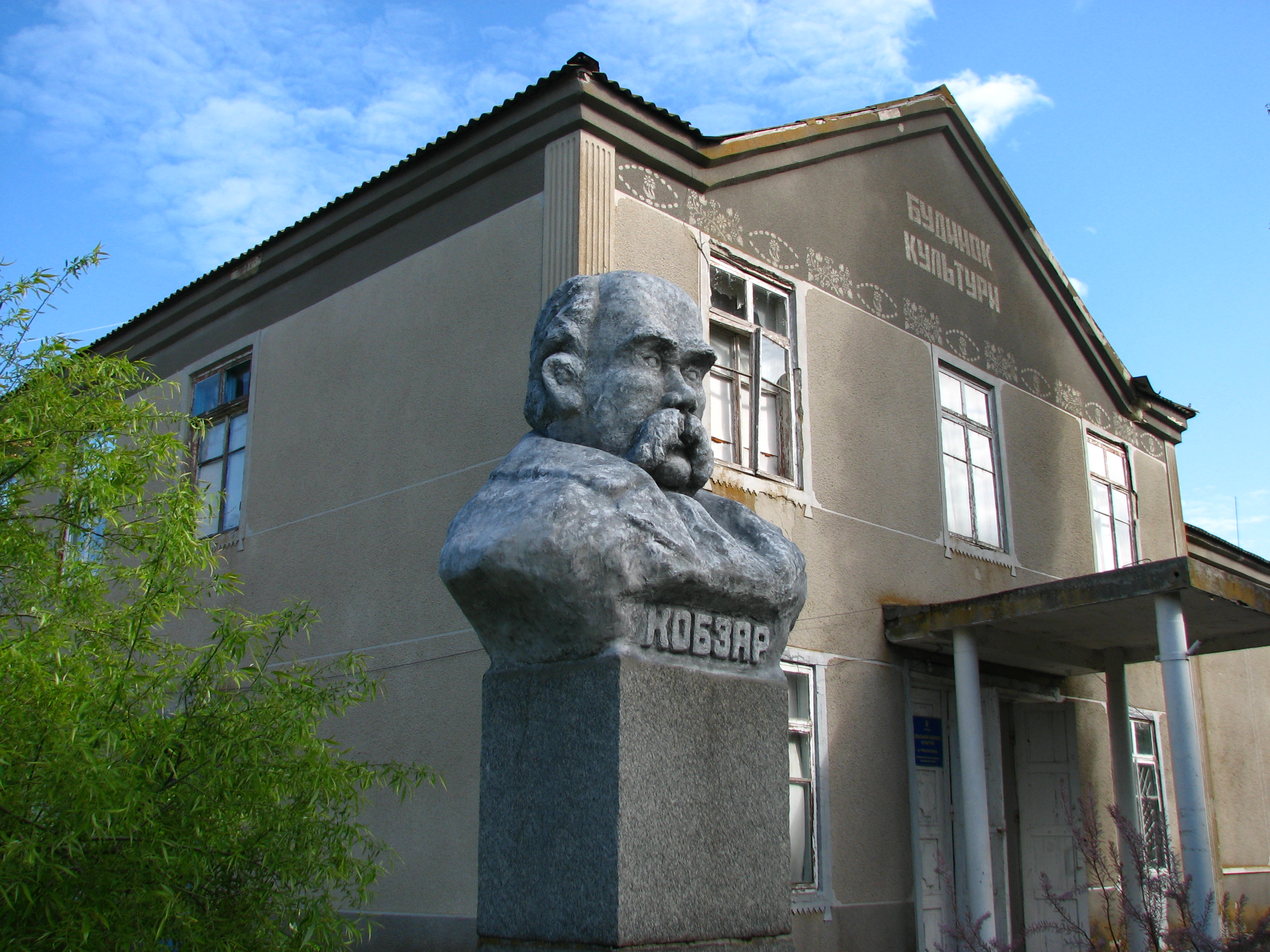
Новопетрівка. Пам'ятник Шевченку.

- В 2016 році в селі було встановлено пам'ятник Шевченку Тарасу Григоровичу: Кобзарю.

## Відомі люди
- Матері-героїні: Багрін Марія Георгіївна (7 дітей), Вольська Петрунеля Тимофіївна (5 дітей), Лясковська Наталя Миколаївна (5 дітей), Понідзельська Антоніна Володимирівна (5 дітей), Смірнова Любов Полікарпівна (5 дітей).[18][19]
- Білецький Фелікс Мар'янович, народився в селі Новопетрівка Нижньосірогозького району Херсонської області і тут закінчив школу: педагог, літературознавець, критик, дослідник української мови та літератури, доктор філологічних наук, професор Дніпропетровського державного університету, людина високої культури й скромності, зразок порядності й доброзичливості.
- Галенко Іван Григорович, уродженець Донецької області України. У роки Другої світової війни був сержантом-розвідником 160-го Гвардійського стрілецького полку 54-ї Гвардійської стрілецької дивізії. Звільняючи свою землю від фашистів, взяв участь у бойовій операції на Нікопольському плацдармі між селами Зелене та Верхній Рогачик Великолепетиського (нині Верхньорогачицького) Херсонської області. За непідтвердженою інформацією, він 20 січня 1944 року своїм тілом закрив амбразуру ворожої вогневої точки, рятуючи своїх товаришів від куль, тим самим повторив подвиг Олександра Матросова. Був важко поранений. Помер від ран в санітарній частині села Косаківка Нижньосірогозького району. Похований в селі Косаківка. У січні 1944 року сержант І.Г. Галенко був нагороджений Орденом Червоної Зірки, посмертно. Надалі на честь Галенко І.Г. були названі вулиці села  Новопетрівки і сусіднього села Косаківки, а також його ім'я носила піонерська дружина школи с. Новопетрівки.
- Лозицький Андрій Йосипович (02.12.1931 — 27.12.2007), народився й жив в селі Новопетрівка Нижньосірогозького району Херсонської області: викладач та педагог, громадський діяч. Довгий час був директором школи села Новопетрівки. Багато працював для процвітання школи та громади села.
- Орловський Віктор Феліксович, народився в селі Новопетрівка Нижньосірогозького району Херсонської області і тут закінчив школу: доктор медичних наук, професор кафедри сімейної медицини в Медичному інституті Сумського державного університету, автор понад 150 наукових праць, під його керівництвом захищено 1 докторська та 7 кандидатських дисертацій.
- Понідзельський Франц Францович — комбайнер, передовик виробництва, нагороджений орденом Жовтневої Революції.
- Тушівський Степан Тихонович — тракторист, передовик виробництва, двічі нагороджений орденом Леніна.
- Шмигирівський Микола Павлович (народився 12.10.1953 - 17.09.2021) — керівник фермерського підприємства, у минулому — керівник державної адміністрації Нижньосірогозського району та Голова колгоспу ім. Калініна, почесний громадянин Сірогозщини, знаний агровиробник, меценат, патріот рідного краю.
- Ясинський Петро Григорович (15.08.1925 — 20.03.2006) — ветеран Другої світової війни, дослідник історії с. Новопетрівки, а також сусідніх сіл: Косаківки та Анатолівки. Брав активну участь у відродженні в селі костелу. Гідним підсумком його роботи є видання в м. Дніпропетровську книги «Шляхами трьох поколінь».